# Love Education
Love Education (相爱相亲, Xiāng ài xiāng qīn) és una pel·lícula xinesa-taiwanesa del 2017 drama dirigida i coescrita per Sylvia Chang. És protagonitzada per Chang, Tian Zhuangzhuang, Lang Yueting, Song Ningfeng i Wu Yanshu. Se centra en tres generacions de dones a la província de Henan.
La pel·lícula va rebre elogis de la crítica, i molts van elogiar el guió i la direcció, així com les actuacions de Wu, Tian i Chang.

## Argument
Love Education és una història de família i amor, en què participen tres dones de diferents edats. Weiwei, de gairebé 30 anys, ha arribat a l'edat en què es pot casar. La seva vida amorosa està en perill pel seu passat, o la seva feina li causa problemes amb la seva mare, Huiying, incapaç d'entendre-ho del tot. Huiying és una professora de mitjana edat que està a punt de jubilar-se i s'encarrega de tots els arranjaments després de la mort de la seva mare, ja que ella i el seu marit, Xiaoping, depenen l'un de l'altre, però la parella pateix una mala comunicació emocional. La Nana, l'àvia de 90 anys que ha viscut sola durant dècades, veu la seva vida interrompuda per la visita sobtada d'en Huiying i explica la història d'una història d'amor agredolça. A través de les tres generacions de dones que comparteixen visions diferents sobre la vida i l'amor, han de trobar una manera de connectar-se mentre es troben juntes.

## Repartiment
- Sylvia Chang com a Qiu Huiying
- Tian Zhuangzhuang com a Yin Xiaoping
- Lang Yueting com a Weiwei
- Wu Yanshu com a Nana
- Song Ning com a A-da
- Geng Le com a Lu Mingwei
- Sitar Tan com a Zhu Yin
- Rene Liu
- Li Xuejian
- Wang Zhiwen

## Producció
Les escenes urbanes i rurals es van filmar a Zhengzhou i Luoyang, respectivament.

## Premis i nominacions
| Premi                                     | Categoria                        | Receptors                                                                            | Resultat  | Ref.          |
| ----------------------------------------- | -------------------------------- | ------------------------------------------------------------------------------------ | --------- | ------------- |
| 25è Beijing College Student Film Festival | Millor pel·lícula                | Love Education                                                                       | Nominat   | [ 5 ]         |
| 25è Beijing College Student Film Festival | Premi del Jurat                  | Love Education                                                                       | Nominat   | [ 5 ]         |
| 25è Beijing College Student Film Festival | Millor actor                     | Tian Zhuangzhuang                                                                    | Nominat   | [ 5 ]         |
| 25è Beijing College Student Film Festival | Millor actriu                    | Wu Yanshu                                                                            | Nominat   | [ 5 ]         |
| 25è Beijing College Student Film Festival | Millor guió                      | Sylvia Chang, You Xiaoying                                                           | Guanyador | [ 6 ]         |
| 23ns Premis Huading                       | Millor director                  | Sylvia Chang                                                                         | Nominat   | [ 7 ]         |
| 23ns Premis Huading                       | Millor actriu                    | Sylvia Chang                                                                         | Nominat   | [ 7 ]         |
| 23ns Premis Huading                       | Millor actriu secundària         | Lang Yueting                                                                         | Nominat   | [ 7 ]         |
| 9th China Film Director's Guild Awards    | Millor pel·lícula                | Love Education                                                                       | Nominat   | [ 8 ] [ 9 ]   |
| 9th China Film Director's Guild Awards    | Millor director Hong Kong/Taiwan | Sylvia Chang                                                                         | Guanyador | [ 8 ] [ 9 ]   |
| 9th China Film Director's Guild Awards    | Millor actor                     | Tian Zhuangzhuang                                                                    | Nominat   | [ 8 ] [ 9 ]   |
| 9th China Film Director's Guild Awards    | Millor actriu                    | Sylvia Chang                                                                         | Nominat   | [ 8 ] [ 9 ]   |
| 9th China Film Director's Guild Awards    | Millor guionista                 | Sylvia Chang, You Xiaoying                                                           | Guanyador | [ 8 ] [ 9 ]   |
| 37ns Hong Kong Film Awards                | Millor pel·lícula                | Patricia Cheng                                                                       | Nominat   | [ 10 ] [ 11 ] |
| 37ns Hong Kong Film Awards                | Millor director                  | Sylvia Chang                                                                         | Nominat   | [ 10 ] [ 11 ] |
| 37ns Hong Kong Film Awards                | Millor guió                      | Sylvia Chang, You Xiaoying                                                           | Guanyador | [ 10 ] [ 11 ] |
| 37ns Hong Kong Film Awards                | Millor actor                     | Tian Zhuangzhuang                                                                    | Nominat   | [ 10 ] [ 11 ] |
| 37ns Hong Kong Film Awards                | Millor actriu                    | Sylvia Chang                                                                         | Nominat   | [ 10 ] [ 11 ] |
| 37ns Hong Kong Film Awards                | Millor actriu secundària         | Wu Yanshu                                                                            | Nominat   | [ 10 ] [ 11 ] |
| 37ns Hong Kong Film Awards                | Millor fotografia                | Mark Lee Ping-bing                                                                   | Nominat   | [ 10 ] [ 11 ] |
| 37ns Hong Kong Film Awards                | Millor banda sonora original     | Kay Huang                                                                            | Nominat   | [ 10 ] [ 11 ] |
| 37ns Hong Kong Film Awards                | Millor cançó oroginal            | "Flowers in Blossom" Compositor: Kay Huang Lletra: Lam Kwun-fan Intèrpret: Sitar Tan | Nominat   | [ 10 ] [ 11 ] |
| 12ns Asian Film Awards                    | Millor director                  | Sylvia Chang                                                                         | Nominat   | [ 12 ] [ 13 ] |
| 12ns Asian Film Awards                    | Millor actriu                    | Sylvia Chang                                                                         | Guanyador | [ 12 ] [ 13 ] |
| 12ns Asian Film Awards                    | Millor actor secundari           | Tian Zhuangzhuang                                                                    | Nominat   | [ 12 ] [ 13 ] |
| 12ns Asian Film Awards                    | Millor actriu secundària         | Wu Yanshu                                                                            | Nominat   | [ 12 ] [ 13 ] |
| 12ns Asian Film Awards                    | Millor guió                      | Sylvia Chang, You Xiaoying                                                           | Nominat   | [ 12 ] [ 13 ] |
| 54ns Golden Horse Awards                  | Millor pel·lícula                | Love Education                                                                       | Nominat   | [ 14 ]        |
| 54ns Golden Horse Awards                  | Millor director                  | Sylvia Chang                                                                         | Nominat   | [ 14 ]        |
| 54ns Golden Horse Awards                  | Millor actor principal           | Tian Zhuangzhuang                                                                    | Nominat   | [ 14 ]        |
| 54ns Golden Horse Awards                  | Millor actriu principal          | Sylvia Chang                                                                         | Nominat   | [ 14 ]        |
| 54ns Golden Horse Awards                  | Millor actriu secundària         | Wu Yanshu                                                                            | Nominat   | [ 14 ]        |
| 54ns Golden Horse Awards                  | Millor guió original             | Sylvia Chang i You Xiaoying                                                          | Nominat   | [ 14 ]        |
| 54ns Golden Horse Awards                  | Millor cançó original            | "Flowers in Blossom" Compositor: Kay Huang Lletra: Lam Kwun-fan Intèrpret: Sitar Tan | Nominat   | [ 14 ]        |
| 54ns Golden Horse Awards                  | Premi Piaget                     | Love Education                                                                       | Guanyador | [ 15 ]        |